# Aurignacien

Kaart van de voorkomens van de Aurignaciencultuur.

Aurignacien is een archeologische cultuur uit het Laat-paleolithicum in Europa en Zuidwest-Azië. Het Aurignacien begon tussen 40.000 en 36.000 jaar geleden en eindigde tussen 28.000 en 26.000 jaar geleden. De naam is afgeleid van de vindplaats Aurignac in het departement Haute-Garonne in Frankrijk. 
Het werd aan het begin van de 20e eeuw geïdentificeerd op basis van vondsten in de vallei van de Vézère in de Dordogne door de Franse archeologen Louis Capitan, Denis Peyrony en Henri Breuil. Het Aurignacien bestond volgens sommige archeologen naast het Périgordien.

## Kunst

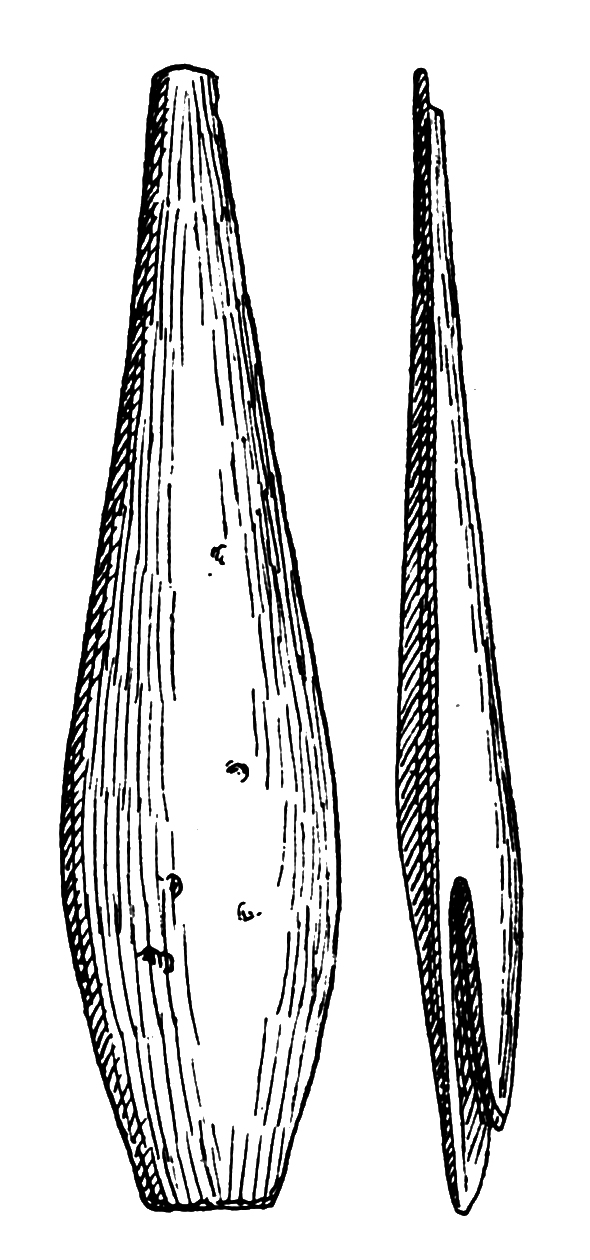
Beenpunt uit het Aurignacien

Het oudst bekende voorbeeld in de prehistorische kunst van figuratieve kunst, de Venus van Hohle Fels is afkomstig uit het Aurignancien. Het beeldje werd in september 2008 ontdekt in een grot bij Schelklingen in Baden-Württemberg in het zuiden van Duitsland.
Het Aurignacien bracht naast bewerkte botten met groeven in de onderkant enkele voorbeelden van de oudste grotschilderkunst voort. De vuurstenen werktuigen waren gevarieerder dan die van eerdere industrieën en werden gemaakt van fijnere klingen die werden afgeslagen van voorbewerkte kernstenen en niet van ruwe afslagen. Men maakte hangers, armbanden en ivoren kralen om zich mee te versieren. Ook bâtons de commandement worden op hun vindplaatsen aangetroffen. Deze verfijning en dit zelfbewustzijn brengen archeologen ertoe de makers van Aurignacien-artefacten als de eerste moderne mensen te beschouwen. Resten van vroege moderne mensen en Aurignacien-artefacten aangetroffen bij het Franse Les Eyzies-de-Tayac zijn een aanwijzing dat de dragers van de cultuur anatomisch moderne mensen waren en geen neanderthalers.
Het Aurignacien werd opgevolgd door achtereenvolgens het Gravettien, het Solutréen en het Magdalénien. 